# Mesochorus georgievi
Mesochorus georgievi là một loài tò vò trong họ Ichneumonidae.